# پدران کوتوله‌ها
در داستان‌های خیال پردازانهٔ جی. آر. آر. تالکین در سرزمین میانی هفت پدر کوتوله‌ها نخستین از نژاد کوتوله‌ها بودند.
در سیلماریلیون گفته شده که آئوله، کوتوله‌ها را آفرید چون نمی‌توانست تا بیداری فرزندان ایلوواتار (انسان‌ها و الف‌ها) صبر کند. او هفت کوتوله آفرید و به آن‌ها زبان خوزدول را آموخت. هنگامی که ارو ایلوواتار با آن‌ها روبرو شد، آئوله آفریده‌هایش را به او ارائه کرد و ایلوواتار آن‌ها را پذیرفت و به آن‌ها زندگی بخشید.
پدران کوتوله‌ها مجبور بودند تا هنگام بیداری الف‌ها و انسان‌ها صبر کنند آئوله هر یک از آن‌ها را به جایی در سرزمین میانه برد تا آرام گیرند.

## شرح
دورین یکم بزرگترین و نخستین از هفت کوتوله بود که در سرزمین میانی برخاست. خاندان دورین یکم بعدها به ریش‌بلندان معروف شدند. دورین یکم در کوه گونداباد در شمال کوه‌های مه‌آلود بیدار شد
دو کوتولهٔ دیگر در شمال اِرِد لوین یا کوه‌های آبی آرام گرفتند. از این دو کوتوله خاندان‌های گسترده‌تیغان و آتشین‌ریشان به وجود آمدند.
چهار کوتولهٔ آخر در شرق دور در دو نقطهٔ جدا از یکدیگر و جدا از گونداباد در فاصله‌ای دست کم برابر با فاصلهٔ میان ارد لوین و گونداباد قرار گرفتند. از فرزندان این کوتوله‌ها خاندان‌های آهنین‌مُشتان، سخت‌ریشان، سیاه‌قُفلان و پاسَنگیان به وجود آمدند.